# Kurfurstendömet Mainz
Kurfurstendömet Mainz (tyska: Erzstift und Kurfürstentum Mainz eller Kurmainz) var ett kyrkligt furstendöme i Tysk-romerska riket, från 780-talet till 1803. Furstendömet styrdes av dess ärkebiskop, som även var kurfurste, och upphörde då det sekulariserades 1803.

## Ärkebiskops- och kurfurstendöme

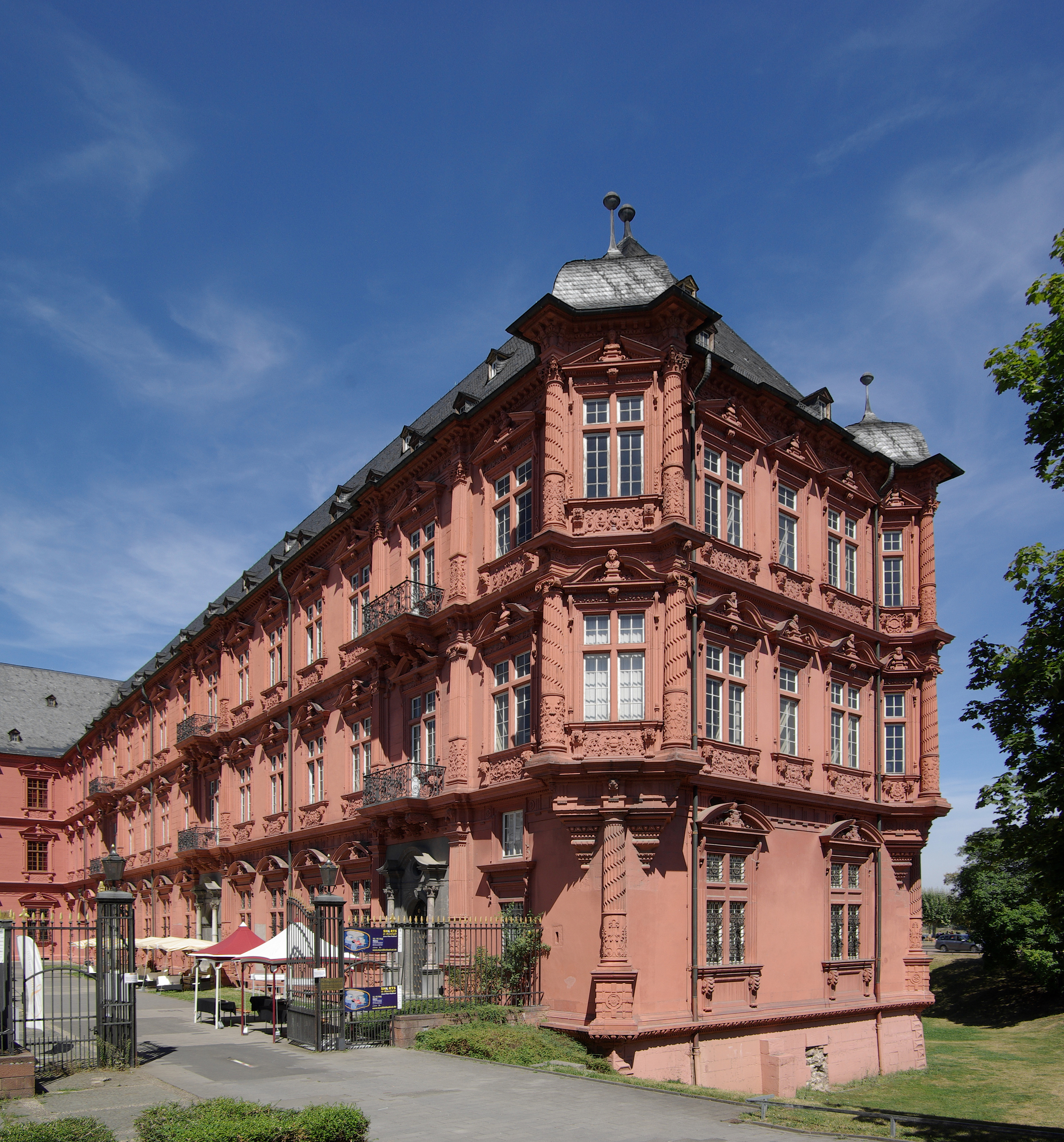
Kurfurstepalatset i Mainz.

Mainz blev biskopsdöme senast under 300-talet.
Bonifatius, ärkebiskop sedan år 732, fick någon gång mellan år 745 och 748 Mainz som fast biskopssäte. Efter Bonifatius död år 754, kunde efterträdaren Lullus (Lul) dock inte överta titeln, utan blev ärkebiskop först runt 780/782, då påven utsåg Mainz till ärkebiskopsdöme.
Ärkebiskopen regerade även som furste över ett territorium, Erzstift, som dock inte var geografiskt överensstämmande med det kyrkliga biskopsdömet, Erzbistum.
Mainz ärkebiskop kom att få en särställning inom det Tysk-romerska riket. Liksom Kölns och Triers ärkebiskopar, blev denne en av sju furstar som på 1200-talet utsågs till kurfurstar. Mainz kurfurste och ärkebiskop var därtill Tysklands ärkekansler och dess främste kyrkliga företrädare, Primas Germaniae.

## Rhenförbundet 1658-1668

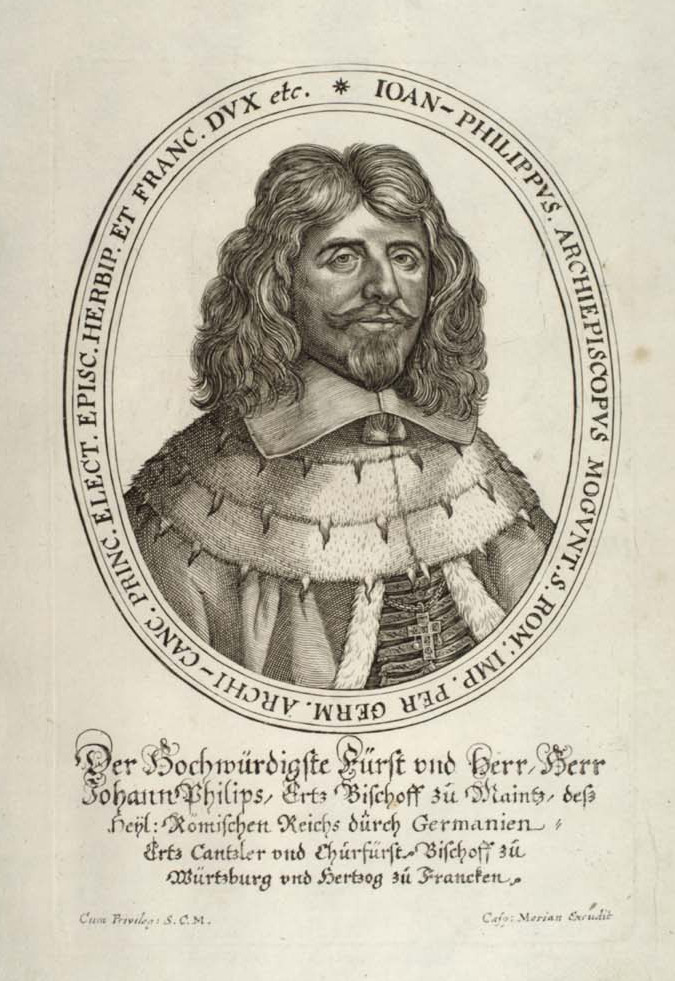
Johann Philipp von Schönborn

Westfaliska freden 1648 gav staterna inom det Tysk-romerska riket ökad suveränitet. För att bevaka sin nyvunna status gentemot den Habsburgske kejsaren, bildades år 1658 Rhenförbundet.
Drivande i bildandet av förbundet var framförallt Johann Philipp von Schönborn, sedan 1647 ärkebiskop och kurfurste av Mainz, som samlade flera stater i västra Tyskland och inte minst Frankrike i detta förbund. Frankrike blev en garant för de tyska småstaternas självständighet, samtidigt som dessa bildade en buffert för Frankrike gentemot den tyske kejsaren. Rhenförbundet varade till 1668.

## Slutet
De franska revolutionskrigen, från 1792 och framåt, ledde till att kurfurstendömet Mainz splittrades och till slut, i samband med statens sekularisering, år 1803 upphörde att existera.